# North Tonawanda
North Tonawanda – miasto w Stanach Zjednoczonych, w stanie Nowy Jork, w hrabstwie Niagara.